# Удряк (приток Дёмы)
Удря́к, в верхнем течении Яма́н-Удря́к (баш. Өйҙөрәк, Яман Өйҙөрәк) — река в России, протекает по Чишминскому району Башкортостана. Устье реки находится в 104 км по левому берегу реки Дёма. Длина реки составляет 17 км.

## География и гидрология
На реке расположено одноимённая деревня Удряк, а также деревни Кушкуак и Нижнехозятово. У деревни Удряк на реке имеются два водохранилища.

## Данные водного реестра
По данным государственного водного реестра России относится к Камскому бассейновому округу, водохозяйственный участок реки — Дёма от истока до водомерного поста у деревни Бочкарёва, речной подбассейн реки — Белая. Речной бассейн реки — Кама.
Код объекта в государственном водном реестре — 10010201312111100024946.